# Željko Bogut
Željko Bogut (rođen 8. listopada 1969.) bosanskohercegovački je šahist. Član je šahovskog Kluba Široki Brijeg.
Željko Bogut rođen je 8. listopada 1969. u Mostaru. Naučio je igrati šah s pet godina, a aktivno se počeo baviti 1994. kada je počeo igrati za Hšk Zrinjski Mostar. Prvi značajniji rezultat napravio je 1987. kada je postao prvak Hercegovine. Za HŠK Zrinjski Mostar je igrao do 1997. Za to vrijeme bio je prvak Herceg-Bosne 1995., a 1996. je bio 2. (dioba 1. mjesta). Godine 1996. je osvojio međunarodni turnir u Bielu, a 1997. open turnir H-B Mostar. Godine 1997. prešao je u ŠK Široki Brijeg gdje igra i danas. Za to vrijeme bio je 1. na otvorenom prvenstvu grada Dubrovnik 2003., prvak Bosne i Hercegovine 2005. Osvojio je velik broj brzopoteznih turnira u HŠK Zrinjski Mostar i ŠK Široki Brijeg. Pored toga nastupio je na 2 olimpijade za BiH, na Mallorci i Torinu. Osim što igra za ŠK Široki Brijeg u klubu vodi i školu šaha. Po zanimanju je pravnik, a radi u ministarstvu pravde u Sarajevu.Trenutno ima 2468 bodova na ELO listi (ožujak 2010) što mu je najbolji plasman u životu.
Osvojio je dva naslova šahovskog prvaka BiH: 2006 te 
8. veljače 2010.

## Privatni život
Bogut je oženjen i ima četvoro djece. Sina i tri kćerke. Sada radi u Ministarstvu pravde u Sarajevu.

## Uspjesi na turnirima
- 1996 Biel I
- 2003 Dubrovnik I
- 2004 Calviá (36. šahovska olimpijada)
- 2005 BiH prvenstvo, Brčko IV
- 2006 Torino (37. šahovska olimpijada)
- 2006 BiH prvenstvo, Vitez I
- 2007 BiH prvenstvo, Sarajevo V-VI
- 2008 Dresden (38. šahovska olimpijada)
- 2010 Bošnjaci I-II
- 2010 BiH prvenstvo, Široki Brijeg I

## Vanjske poveznice
- http://ratings.fide.com/card.phtml?event=14505207 (engl.)
- http://www.chessgames.com/perl/chessplayer?pid=83463(engl.)
- http://www.365chess.com/players/Zeljko_Bogut(engl.)